# Pétfürdő
Pétfürdő è un comune dell'Ungheria di 4.917 abitanti (dati 2001). È situato nella contea di Veszprém.